# Франко, Иван Яковлевич
Ива́н Я́ковлевич Франко́ (укр. Іван Якович Франко, пол. Iwan Franko, нем. Ivan Franko; 27 августа 1856[…], Нагуевичи, Королевство Галиции и Лодомерии — 28 мая 1916[…], Львов, Цислейтания) — украинский писатель, поэт, учёный, публицист и деятель революционного социалистического движения в королевстве Галиции и Лодомерии (Австро-Венгерской империи). Писал на украинском,  польском, русском и немецком языках.
Один из инициаторов основания «Русско-украинской радикальной партии» (позже «Украинская радикальная партия» — УРП) и Украинской национально-демократической партии, действовавших на территории Австрии.
В честь Франко город Станислав переименован в Ивано-Франковск, а во Львовской области пгт Янов — в Ивано-Франково.

## Биография
Родился 27 августа 1856 года в семье зажиточного крестьянина-кузнеца Якова Франко (1802—1865); мать, Мария Кульчицкая (1835—1872), происходила из обедневшего русинского шляхетского рода Кульчицких, герба Сас, была на 33 года моложе мужа. Первые годы детства описал в своих рассказах самыми светлыми красками. В 1865 году умер отец Ивана. Отчим, Гринь Гаврилик, внимательно относился к детям, фактически заменил мальчику отца. Франко поддерживал дружеские отношения с отчимом в течение всей жизни. В 1872 году умерла мать Ивана, воспитанием детей стала заниматься мачеха.
Учился сначала в школе села Ясеница-Сольная (1862—1864), затем в так называемой «нормальной» школе при василианском монастыре Дрогобыча (1864—1867). Окончив Дрогобычскую гимназию в 1875 году (ныне в здании располагается названый его именем Дрогобычский педагогический университет), вынужден был зарабатывать на жизнь репетиторством. Из своего заработка выделял деньги на книги для личной библиотеки.
Во многих автобиографических рассказах Франко («Грицева школьная наука», «Карандаш», «Schönschreiben» (нем. «Чистописание»)) художественно воссоздана атмосфера тогдашнего школьного образования с его схоластикой, телесными наказаниями, моральным унижением учеников. По ним видно, насколько трудно было получать образование одарённому крестьянскому парню. Франко жил на квартире у дальней родственницы Кошицкой на окраине Дрогобыча, нередко спал на кроватях, которые изготавливались в её столярной мастерской («В столярке»). Уже учась в гимназии, обнаружил феноменальные способности: мог почти дословно повторить товарищам часовую лекцию учителя; знал наизусть всего Кобзаря; домашние задания по польскому языку нередко выполнял в поэтической форме; глубоко и на всю жизнь усваивал содержание прочитанных книг. Круг его чтения в это время составляли произведения европейских классиков, культурологические, исторические труды, популярные книги на естественнонаучные темы. В целом личная библиотека Франко-гимназиста состояла из почти 500 книг на различных языках. В это же время Франко начал переводить произведения античных авторов (Софокл, Еврипид); под влиянием творчества Маркиана Шашкевича и Тараса Шевченко увлёкся богатством и красотой украинского языка, начал собирать и записывать образцы устного народного творчества (песни, легенды и т. п.).
Осенью 1875 года стал студентом философского факультета Львовского университета. Во время обучения материальную помощь Франко оказывал Емельян Партицкий. Входил в русофильское общество, которое в качестве литературного языка пользовалось «язычием». На язычии написаны первые произведения Франко — стихотворение «Народная песня» (1874) и длинный фантастический роман «Петрии и Довбущуки» (1875) в стиле Гофмана, опубликованные в печатном органе студентов-русофилов «Друг». Одним из первых, кто обратил внимание на творчество молодого Франко, был украинский поэт Кесарь Белиловский, который в 1882 году в киевской газете «Труд» опубликовал статью «Несколько слов о переводе гётевского „Фауста“ на украинский язык Иваном Франко», и во львовском студенческом журнале «Друг» под псевдонимом Джеджалык впервые появляются стихи восемнадцатилетнего Франко — «Моя песня» и «Народная песня».

### Заключение

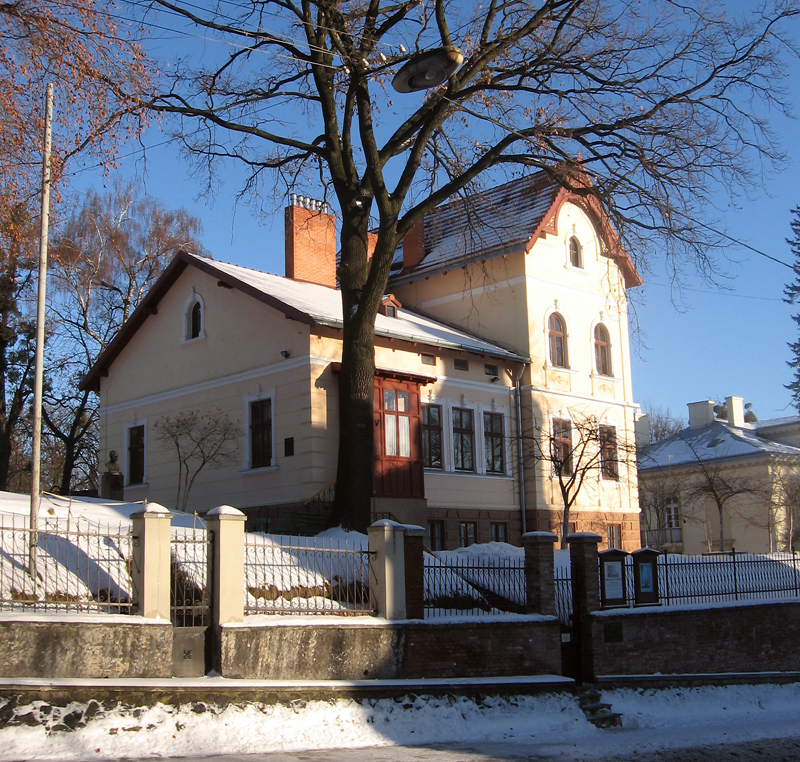
Дом Ивана Франко во Львове, ныне музей писателя

Под влиянием писем киевского профессора Михаила Драгоманова молодёжь, группировавшаяся вокруг «Друга», познакомилась с русской литературой эпохи великих реформ и вообще с русскими писателями, и прониклась демократическими идеалами, после чего и орудием своей литературной речи избрала язык галицкого простого народа; таким образом русинская литература получила в свои ряды, вместе со многими другими талантливыми работниками, и Франко. Старые русофилы, особенно редактор «Слова» Венедикт Площанский, обратились к австрийской полиции с доносами на редакцию «Друга». В 1877 году все члены редакции были арестованы, и Франко провёл 9 месяцев в тюрьме, в одной камере с ворами и бродягами, в ужасных гигиенических условиях. По его выходе из тюрьмы от него, как от опасного человека, отвернулось всё галицкое консервативное общество — не только русофилы, но «народовцы», то есть украинофильские националисты старшего поколения. Франко должен был оставить и университет (окончил курс лет 15 спустя, когда готовился к профессорской кафедре).
Как это пребывание в тюрьме, так и вторичное заключение в 1880 году, и ещё одно в 1889 году близко познакомили Франко с разнообразными типами подонков общества и тружеников-бедняков, доведённых нуждой и эксплуатацией до тюрьмы, и доставили ему ряд тем для беллетристических произведений, которые печатались преимущественно в редактируемых им журналах драгомановского направления; они составили главную славу Франко и немедленно начали переводиться на другие языки. Из них выделяются цикл рассказов из быта пролетариев-работников и богачей-предпринимателей на нефтяных приисках в Бориславе; проникнутые гуманным отношением к человеческому достоинству повести из жизни воров и «бывших» людей; чуждые религиозного и национального антагонизма рассказы и повести из быта евреев.
Тюрьмой же навеяны и циклы лирических произведений, из которых одни, по оценкам ряда критиков, более глубокие и талантливые, но менее популярные, полны идеалистической грусти на широкие общечеловеческие мотивы, а другие, сделавшиеся в высшей степени популярными, энергично и эффектно призывают общество бороться против общественной (классовой и экономической) неправды. Франко проявил талант и в области объективной исторической повести: его «Захар Беркут» (1883, из времён татарского нашествия XIII века) получило премию даже на конкурсе национально-буржуазного журнала «Зоря», который не усмотрел в ней «натурализма Золя» (псевдоклассики и схоластики — галичане всегда выставляли против Франко этот упрёк). В малороссийских губерниях Российской империи этот роман привлёк серьёзное внимание читателей к его автору, столь непохожему на большинство деятелей культурного движения королевства Галиции и Лодомерии, и положил начало более близкому общению Ивана Яковлевича с украинцами Российской империи.
За «натуралистическими» и «радикальными» произведениями Франко галичане тоже не могли не признать блестящего таланта, несмотря на то, что эти произведения содержали в себе вызов всему буржуазно-клерикальному галицкому обществу; огромная начитанность, литературная образованность и осведомлённость Франко в вопросах политико-общественных и политико-экономических служили для «народцев» побуждением искать сотрудничества Франко в их органах.

### 1885—1892 годы
Понемногу между Иваном Франко и народовцами установились мирные отношения, и в 1885 году он был приглашён ими в главные редакторы их литературно-научного органа «Зоря». Два года Франко вёл «Зорю» очень успешно, привлёк в сотрудники её всех талантливейших писателей из Малороссии, а примирительное своё отношение к униатскому духовенству выразил своей поэмой «Панські жарти» («Барские шуточки»), в которой идеализирован образ старого сельского священника, полагающего душу свою «за овцы своя». Тем не менее в 1887 году наиболее рьяные клерикалы и буржуа настояли на удалении Франко от редакции; другим народовцам не нравилась также чрезмерная любовь Франко к русским писателям (Франко и лично переводил очень много с русского языка, и многое издавал), которую галицкие народовцы считали москвофильством.
В то же время Франко нашёл большую поддержку среди украинцев Российской империи. В те годы в силу Эмсского указа в России публикация произведений на украинском языке (по терминологии того времени — «малорусского наречия») была сильно ограничена, поэтому его сборник стихов «З вершин і низин» («С высот и долов», 1887; 2-е изд., 1892) многими переписывался и заучивался на память, а сборник рассказов из жизни рабочего люда: «В поті чола» (1890); есть русский перевод «В поте лица», Санкт-Петербург, 1901), привезённый в Киев в количестве нескольких сот экземпляров, был нарасхват раскуплен. Кое-что он начал помещать в «Киевской Старине», под псевдонимом «Мирон»; но и в Галиции народовцы поневоле продолжали искать его сотрудничества и напечатали, например, его антииезуитскую повесть «Миссія» («Ватра», 1887). Её продолжение, «Чума» («Зоря», 1889; 3-е изд. — «Вик», Киев, 1902), должно было примирить народовцев с Франко, так как герой повести — чрезвычайно симпатичный священник-униат; участие Франко в националистическом журнале «Правда» тоже предвещало мир; но состоявшееся в 1890 году соглашение галицких народовцев с польской шляхтой, иезуитами и австрийским правительством заставило Франко, Павлика и всех прогрессивных русинов Галичины отделиться в совершенно особую партию.
По соглашению 1890 года (это так называемая «новая эра») русинский язык приобретал в Австрии очень важные преимущества в общественной жизни и школе, до университета включительно. Партия строгих демократов, организованная Франко и Павликом для противовеса «новой эре», приняла название «Русько-украінська радикальна партия»; её орган «Народ» (1890—1895), в котором Франко писал очень много публицистических статей, существовал до смерти Драгоманова (он присылал статьи из Софии, где был тогда профессором); впоследствии вместо «Народа» эта очень усилившаяся партия располагала другими газетами и журналами. В 1895, 1897 и 1898 годах партия выдвигала Франко как кандидата на должность посла в венский парламент и польский сейм, но он проиграл выборы.
«Народ» проповедовал беззаветную преданность интересам крестьянства, а полезным средством для поднятия крестьянского благосостояния считал введение общинного землевладения и артелей; идеалы германского социализма представлялись «Народу» нередко чем-то казарменным, «вроде Аракчеевских военных поселений» (слова Драгоманова), марксистская теория содействия пролетаризированию масс — бесчеловечной; Франко кончил тем, что стал популяризовать (в «Житті і Слові») английское фабианство. В религиозном отношении «Народ» был ярым врагом унии и требовал свободы совести. В национальном отношении «Народ» так же крепко держался русинского языка, как и «новоэристы», и считал употребление его обязательным для украинской интеллигенции, но выводил такую необходимость из мотивов чисто демократических и провозглашал борьбу против шовинизма и русоедства. В полемике «Народа» против узконационалистической «Правды» наиболее едкие статьи принадлежали Франко; изданный им том политических стихотворений («Німеччина», «Ослячі вибори» и т. п.) ещё более раздражал националистов. Усиленная публицистическая деятельность и руководство радикальной партией велись Франко совершенно бесплатно; средства к жизни приходилось добывать усердной платной работой в газетах польских. Поэтому в первые два года издания «Народа» почти прекратились беллетристическое творчество Франко и научные его занятия; времени, свободного от публицистики и политики, хватало Франко разве на короткие лирические стихотворения (в 1893 году издавался сборник «Зівяле листье» — «Увядшие листья» — нежно-меланхолического любовного содержания, с девизом для читателя: Sei ein Mann und folge mir nicht («Будь человеком и не бери с меня пример»)).

### 1893 год и далее
Около 1893 года Франко вдруг отдаётся преимущественно учёным занятиям, вновь записывается во Львовский университет, где предлагается профессором Огоновским в преемники по кафедре древнерусской и украинской словесности, потом завершает историко-филологическое образование в Венском университете на семинарах у академика Ягича, издаёт (1894)[уточнить] обширное психологическое исследование об Иоанне Вышенском и защищает докторскую диссертацию: «Варлаам и Иоасаф» («Варлаам і Йоасаф»), издаёт (с 1894) литературно-историко-фольклорный журнал «Житє і слово», печатает старорусские рукописи и т. д. В 1895 году, после удачной вступительной лекции Франко в Львовском университете, профессорский сенат избрал его на кафедру украинской и старорусской литературы, и Франко мог радоваться, что наконец у него есть возможность сбросить с себя «ярмо барщины» (так он называл обязательную работу в польских газетах ради куска хлеба для себя и семьи) и посвятить себя всецело родной науке и литературе. Однако галицкий наместник граф Казимир Бадени не допустил до утверждения в профессуре человека, «который три раза сидел в тюрьме».
Тяжёлое пессимистическое настроение Франко выразилось в его сборнике стихотворений: «Мой Измарагд» («Мій Ізмарагд», 1898, составленного по образцу древнерусских «Измарагдов»); в одном из стихотворений исстрадавшийся поэт заявил, что он не в силах любить свою инертную, неэнергичную нацию, а просто будет ей верен, как дворовая собака, которая верна своему господину, хотя его не любит. Испорченность польско-шляхетского общества Франко обрисовал в романах «Основы общества» («Основи суспільности»), «Ради семейного очага» («Для домашнього огнища», 1898) и др. Такие произведения, как «Основы общества», истолковывались польскими врагами Франко в смысле осуждения не только польского дворянства, но и всего польского народа.
Всего больше Франко поплатился за своё исследование о психологии творчества Мицкевича, по случаю его юбилея: «Поэт измены» (Der Dichter des Verrates) в венском журнале Zeit. Всеобщее негодование польского общества закрыло для него доступ в польские газеты и журналы, даже наиболее беспристрастного оттенка. Источником средств к существованию оставалась работа в журналах немецких, чешских, русских («Киевская Старина», «Северный Курьер»), но этого случайного заработка было недостаточно, и поэту одно время грозила слепота от тёмной квартиры и голодная смерть с семьёй.
Как раз к этому времени «Учёное общество имени Шевченко во Львове» получило, под председательством профессора М. С. Грушевского, прогрессивный характер и предприняло несколько серий научных и литературных изданий; работа в этих изданиях стала оплачиваться, и в число главных работников был привлечён Иван Франко. С 1898 года он был редактором «Літературно-Наукового Вістника», украинского журнала, издаваемого обществом имени Шевченко; здесь печатается большая часть его беллетристических, поэтических, критических и историко-литературных произведений. Его роман «Перекрёстные тропинки» («Перехресні стежки», 1900) изображает тернистую жизнь честного общественного деятеля-русина в Галичине, энергия которого должна в значительной степени тратиться на борьбу с мелкими дрязгами и вторжением политических врагов в его личную жизнь. Лирическим воспоминанием о пережитом печальном прошлом является сборник стихотворений: «Из дней скорби» («Із днів журби», 1900). Учёные сочинения Франко по истории, литературе, психологии, социологии, археологии, этнографии и т. п. издаются в «Записках» учёного общества имени Шевченко и — монографиями — в многочисленных «Трудах» секции общества, в одной из которых Франко состоит председателем. Неполный перечень одних только заглавий написанного Франко, составленный М. Павликом, образовал объёмистую книгу (Львов, 1898).
Франко был знаком с лидерами венского модерна Артуром Шницлером, Германом Баром, чешским философом и будущим президентом Чехословакии Томашем Масариком, основателем сионизма Теодором Герцлем, главой польских символистов Станиславом Пшибышевским, переписывался с классиком польской литературы Элизой Ожешко.
25-летний литературный юбилей Франко торжественно отпразднован в 1895 году украинцами всех партий и стран. Лучшие украинские писатели России и Австрии без различия направлений посвятили Франко сборник: «Привет» («Привіт», 1898). При жизни Франко некоторые его сочинения переведены на немецкий, польский, чешский и — преимущественно в конце его жизни — русский язык. В 1915 году был выдвинут на получение Нобелевской премии, но преждевременная смерть помешала рассмотрению его кандидатуры.
Иван Франко в конце жизни страдал ревматоидным полиартритом. Медицинские препараты, которыми лечили его болезни, спровоцировали у него расстройства психики. Покинув политику, умер во время Первой мировой войны в бедности и был похоронен на Лычаковском кладбище во Львове.
Сыновья И. Я. Франко, старший Тарас и младший Пётр, который раньше работал в СССР в химической отрасли по контракту, стали писателями. В 1939 поддержали присоединение Галиции к СССР. Пётр был избран в Верховный Совет УССР, однако подозревался советской властью в нелояльности, в июне 1941 года был арестован и пропал в застенках НКВД при приближении немецких войск ко Львову. Тарас в послевоенные годы преподавал литературу и писал воспоминания об отце. Внучка Франко, Зиновия Тарасовна, упорядочила том сочинений Франко, не прошедших цензуру.

## Основные произведения

### Романы
- Борислав смеётся (1881—1882)
- Ради семейного очага (1892)

### Повести и рассказы
- Boa constrictor (1878, повесть)
- Захар Беркут (1883, повесть)
- Раздорожье[укр.] (1900, повесть)
- Крыло сойки[укр.] (1905, рассказ)

### Поэзия
- Камнеломы[англ.] (1878, стихотворение)
- Иван Вишенский[укр.] (1878, поэма)
- Смерть Каина[укр.] (1888, поэма)
- Моисей (1905, поэма)

### Пьесы
- Украденное счастье (1894)

## Фильмография

### Экранизации произведений
Произведения Ивана Франко неоднократно экранизировались в кинематографе, сказки — в мультипликации
| Год  | Страна        | Название                               | Режиссёр                                         | Примечания                                                                 |
| ---- | ------------- | -------------------------------------- | ------------------------------------------------ | -------------------------------------------------------------------------- |
| 1926 | СССР          | «Борислав смеётся»                     | Иосиф Рона                                       | Второе название — «Восковые короли». Фильм не сохранился                   |
| 1929 | СССР          | «Захар Беркут»                         | Иосиф Рона                                       |                                                                            |
| 1952 | СССР          | «Украденное счастье»                   | Исаак Шмарук Гнат Юра                            | Фильм-спектакль                                                            |
| 1953 | СССР          | «Крашеный лис»                         | Александр Иванов                                 | Мультипликационный фильм                                                   |
| 1957 | СССР          | «Если бы камни говорили…»              | Юрий Лысенко                                     | По мотивам «Бориславских рассказов»                                        |
| 1963 | СССР          | «Заяц и Ёж»                            | Ирина Гурвич                                     | Мультипликационный фильм                                                   |
| 1966 | СССР          | «К свету!»                             | Борис Шиленко Василий Лапокныш Николай Ильинский | Киноальманах по мотивам рассказов «К свету!», «Маляр», «Панталаха»         |
| 1970 | СССР          | «Для домашнего очага»                  | Б. Мешкис Юрий Суярко                            | Экранизация одноимённой повести                                            |
| 1971 | СССР          | «Захар Беркут»                         | Леонид Осыка                                     | Экранизация одноимённой повести                                            |
| 1984 | СССР          | «Украденное счастье»                   | Юрий Ткаченко                                    | Телефильм                                                                  |
| 1992 | Украина       | «Ради семейного очага»                 | Борис Савченко                                   | Экранизация одноимённой повести                                            |
| 1993 | Украина       | «Западня»                              | Олег Бийма                                       | Телевизионный пятисерийный фильм по мотивам романа «Перекрёстные тропинки» |
| 1993 | Украина       | «Преступление со многими неизвестными» | Олег Бийма                                       | Телевизионный семисерийный фильм                                           |
| 1995 | Украина       | «Остров любви»                         | Олег Бийма                                       | Новелла «Кошечка» по мотивам рассказа «Родина»                             |
| 2004 | Украина       | «Украденное счастье»                   | Андрей Дончик                                    | Современная адаптация классической драмы                                   |
| 2005 | Украина       | «Лис Никита»                           |                                                  | Анимационный многосерийный фильм                                           |
| 2019 | Украина и США | «Захар Беркут»                         | Ахтем Сеитаблаев                                 | Драма и приключенческий фильм                                              |

### Фильмы об Иване Франко
| Год  | Страна  | Название            | Режиссёр       | Иван Франко      | Примечания                                                                     |
| ---- | ------- | ------------------- | -------------- | ---------------- | ------------------------------------------------------------------------------ |
| 1956 | СССР    | «Иван Франко»       | Тимофей Левчук | Сергей Бондарчук | Художественный биографический фильм                                            |
| 1956 | СССР    | «Иван Франко»       |                |                  | Научно-популярный фильм                                                        |
| 1970 | СССР    | «Семья Коцюбинских» | Тимофей Левчук | Ярослав Геляс    | Художественный фильм                                                           |
| 1981 | СССР    | «Иван Франко»       | Е. Дмитриева   |                  | Документальный фильм                                                           |
| 2006 | Украина | «Иван Франко»       | М. Лебедев     |                  | Документальный фильм, студия «Кинематографист»                                 |
| 2008 | Украина | «Иван Франко»       |                |                  | Документальный фильм в рамках проекта «Великие украинцы» на телеканале «Интер» |

## Память

### Украина
Имя писателя носит город Ивано-Франковск, улицы в Тернополе, Дрогобыче, Киеве, Виннице, Запорожье, Днепре, Жёлтых Водах, Ивано-Франковске, Измаиле, Луцке, Львове, Николаеве, Одессе, Симферополе, Сумах, Черкассах, Черновцах, Чернигове, Хмельницком, Донецке, Луганске, Кропивницком, Коростене, Таврийске, Бердянске, Белгороде-Днестровском, Раздельной, Александрии. В СССР имя было присвоено «Львовскому государственному академическому театру оперы и балета». В Житомире улица и государственный университет названы именем Ивана Франко. Имя писателя носит и Львовский национальный университет (согласно указу Президиума Верховного Совета УССР от 8 января 1940 г.). Имя носит Дрогобычский государственный педагогический университет. В с. Нагуевичи (Львовская область) был открыт литературно-мемориальный музей И. Франко. Также именем Франко был назван восьмипалубный пассажирский круизный лайнер Черноморского морского пароходства «Иван Франко» (заводской номер 125, номер IMO 5415901, порт приписки Одесса), находившийся в эксплуатации в 1964—1997 годах.
Установлен памятник в Северодонецке.

### Россия
Имя писателя носят улицы в Москве, Ростове-на-Дону, Волгограде, Калининграде, Липецке, Перми, Туле, Уфе, Чебоксарах, Алатыре, Тамбове, Иркутске, Льгове (Курская область), Ахтубинске (Астраханская область) и в городе Шахты (Ростовская область).

### Казахстан
Имя писателя носит улица в Рудном, также в г. Тараз (бывш Джамбул) одна из улиц носит название улица Ивана Франко

### Канада
Имя писателя носит улица в Монреале,
В Виннипеге установлен памятник работы Игнащенко А. Ф.

### Иван Франко на деньгах
Иван Франко изображён на четырёх различных видах купюр Украины достоинством в 20 гривен:

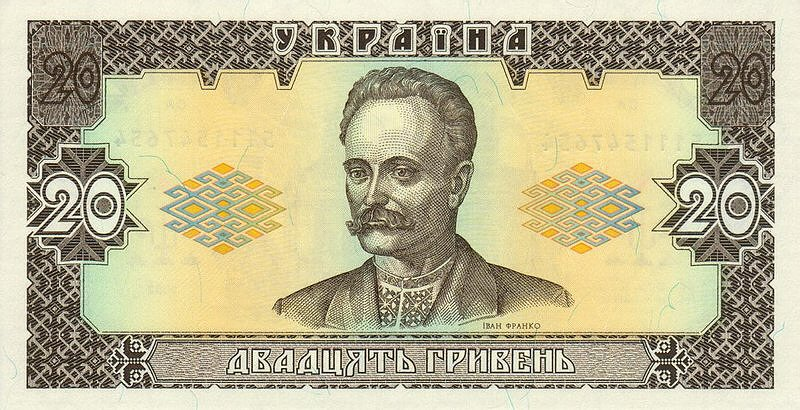
20 гривен, 1992-1994
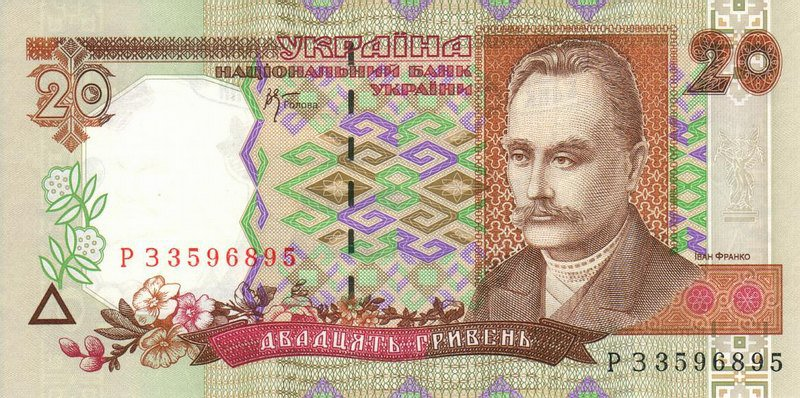
20 гривен, 1994-2003
20 гривен, 2003-2016
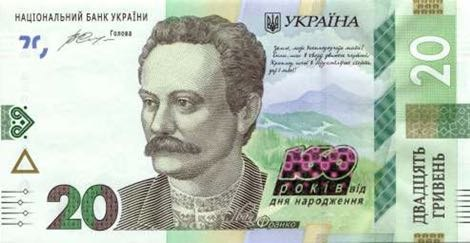
20 гривен, 2016

### Иван Франко в филателии

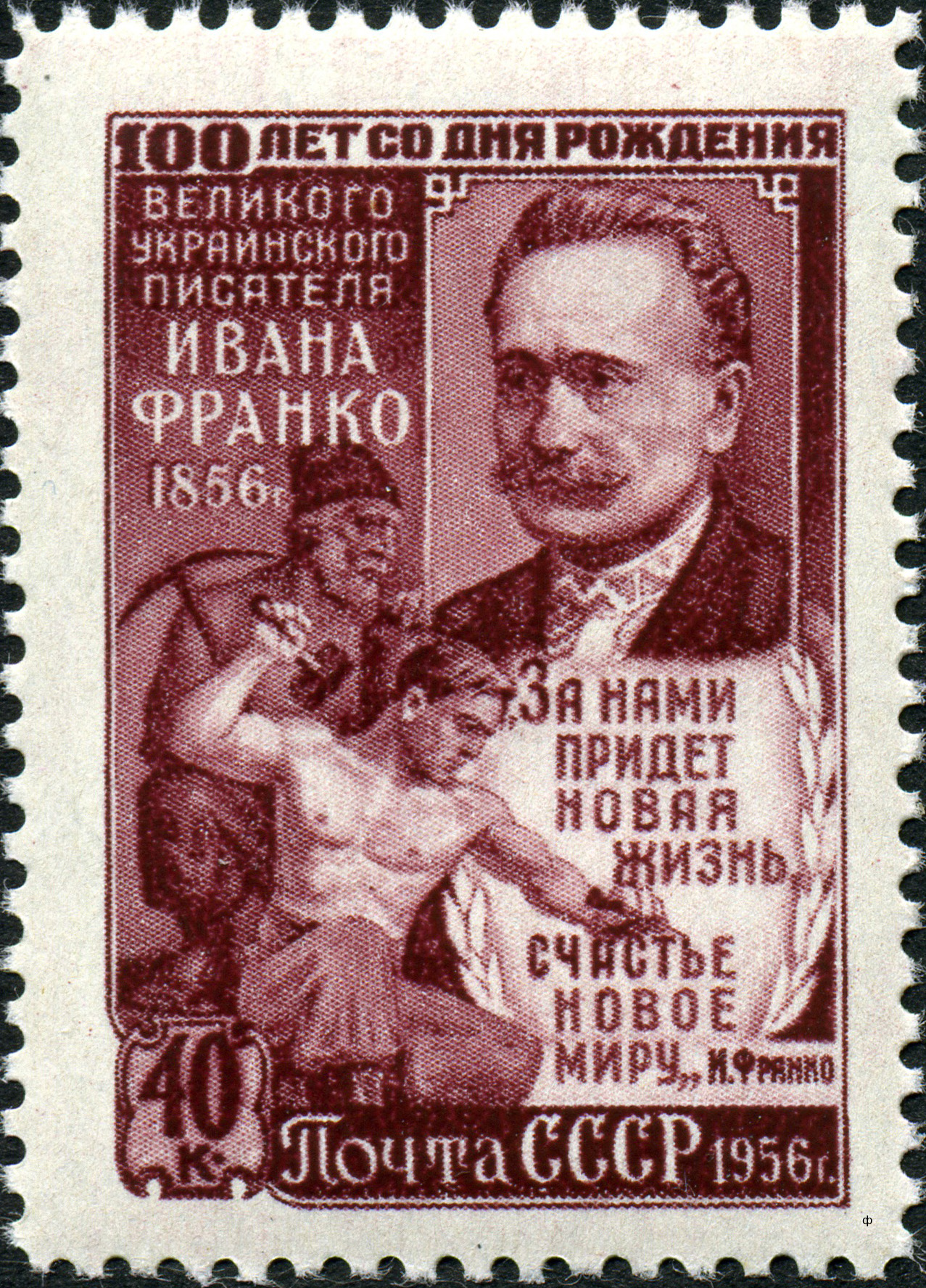
Почтовая марка СССР, 1956 год
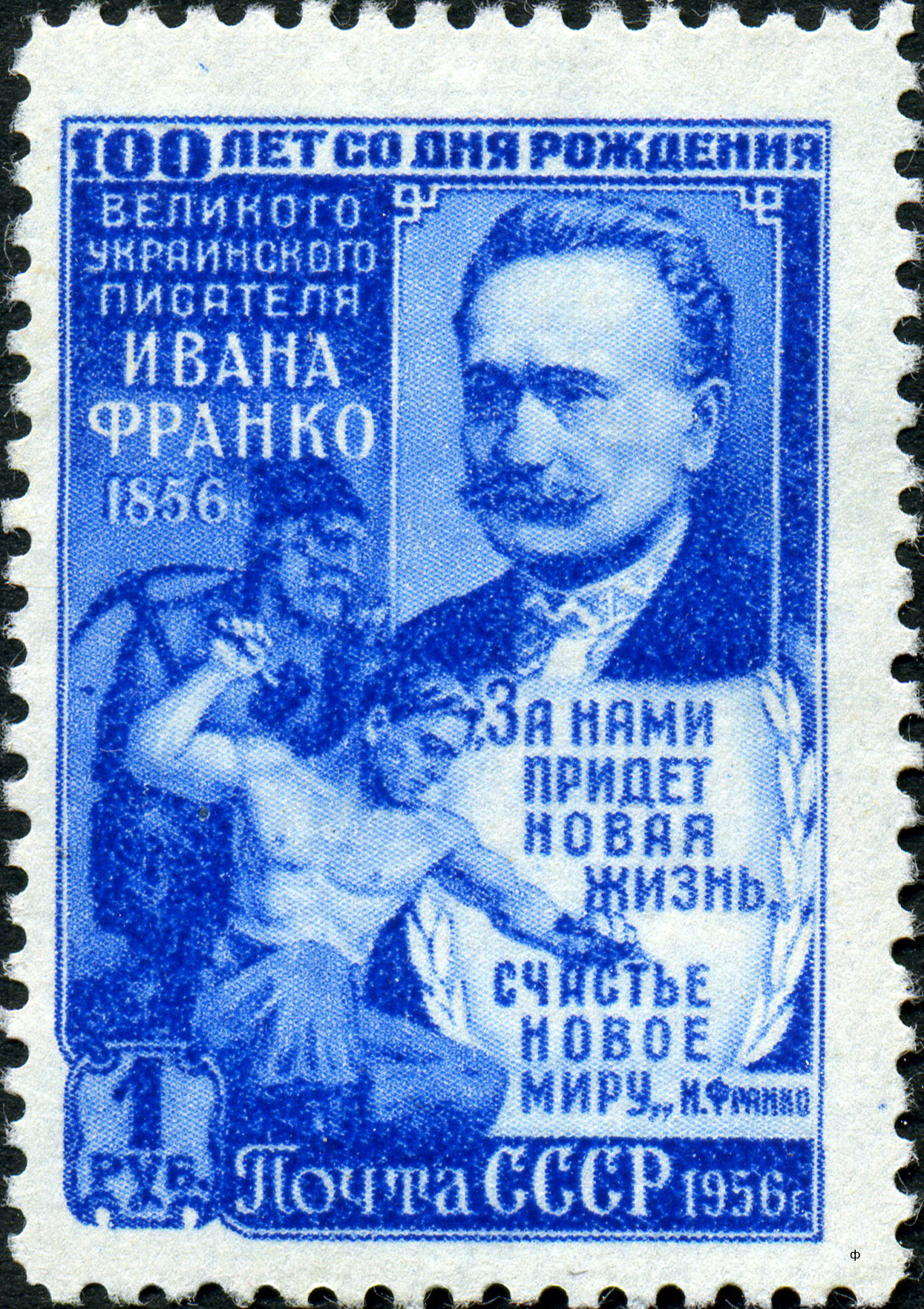
Почтовая марка СССР, 1956 год
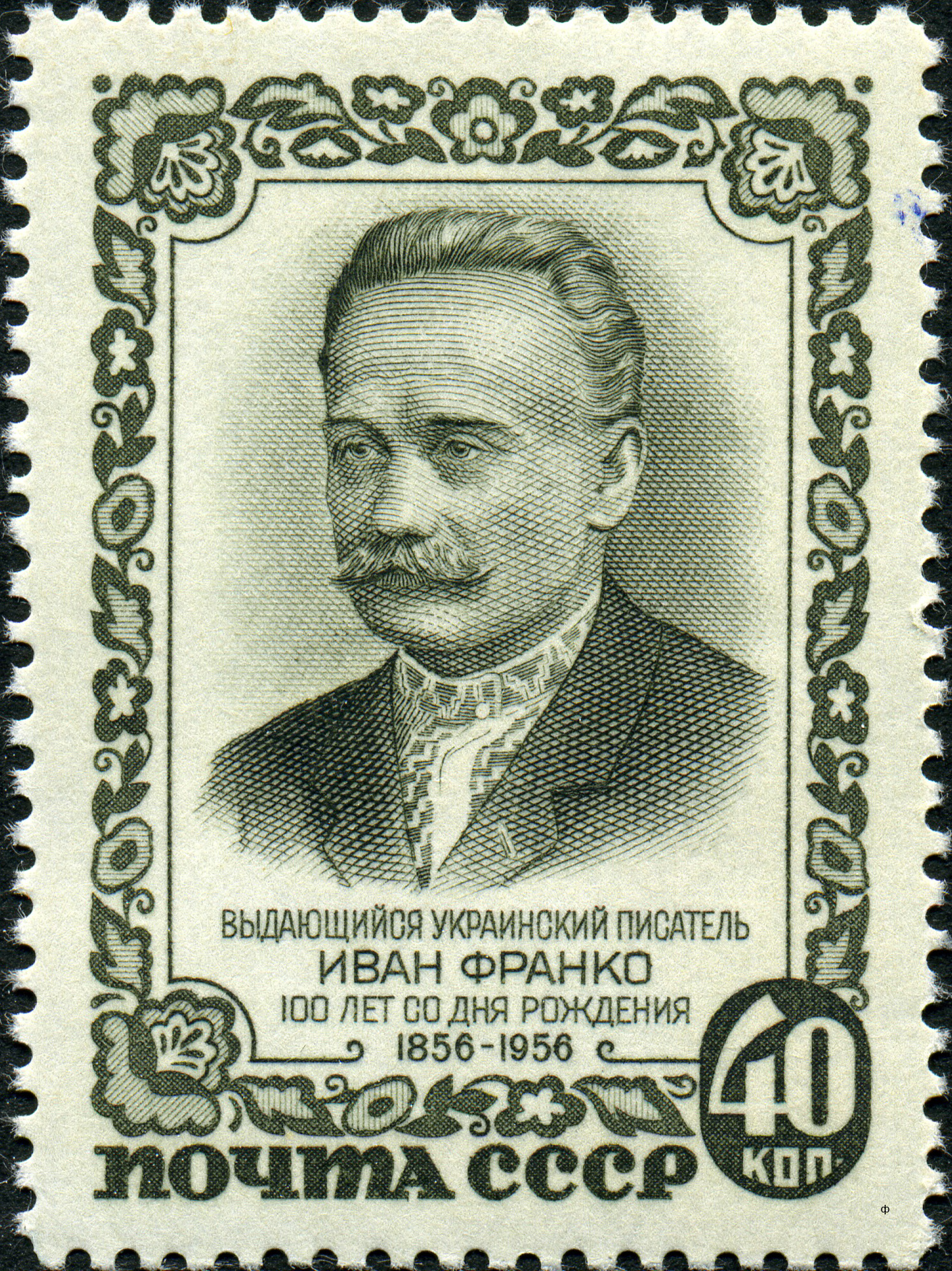
Почтовая марка СССР, 1956 год
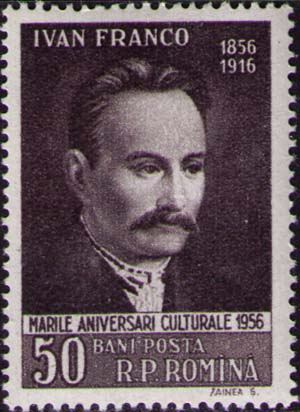
Почтовая марка Румынии, 1956 год
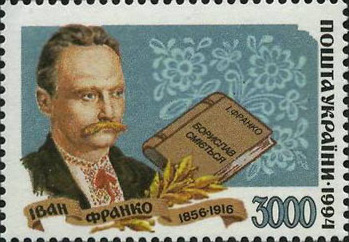
Почтовая марка Украины, 1994 год, 3000 карбованцев (Михель 134)
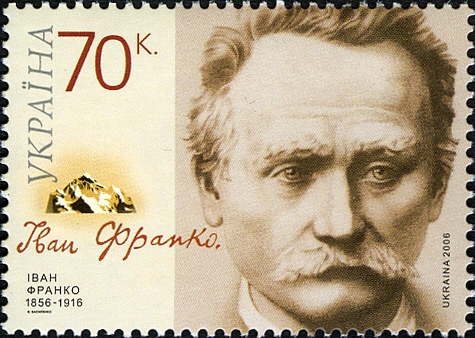
Почтовая марка Украины, 2006 год
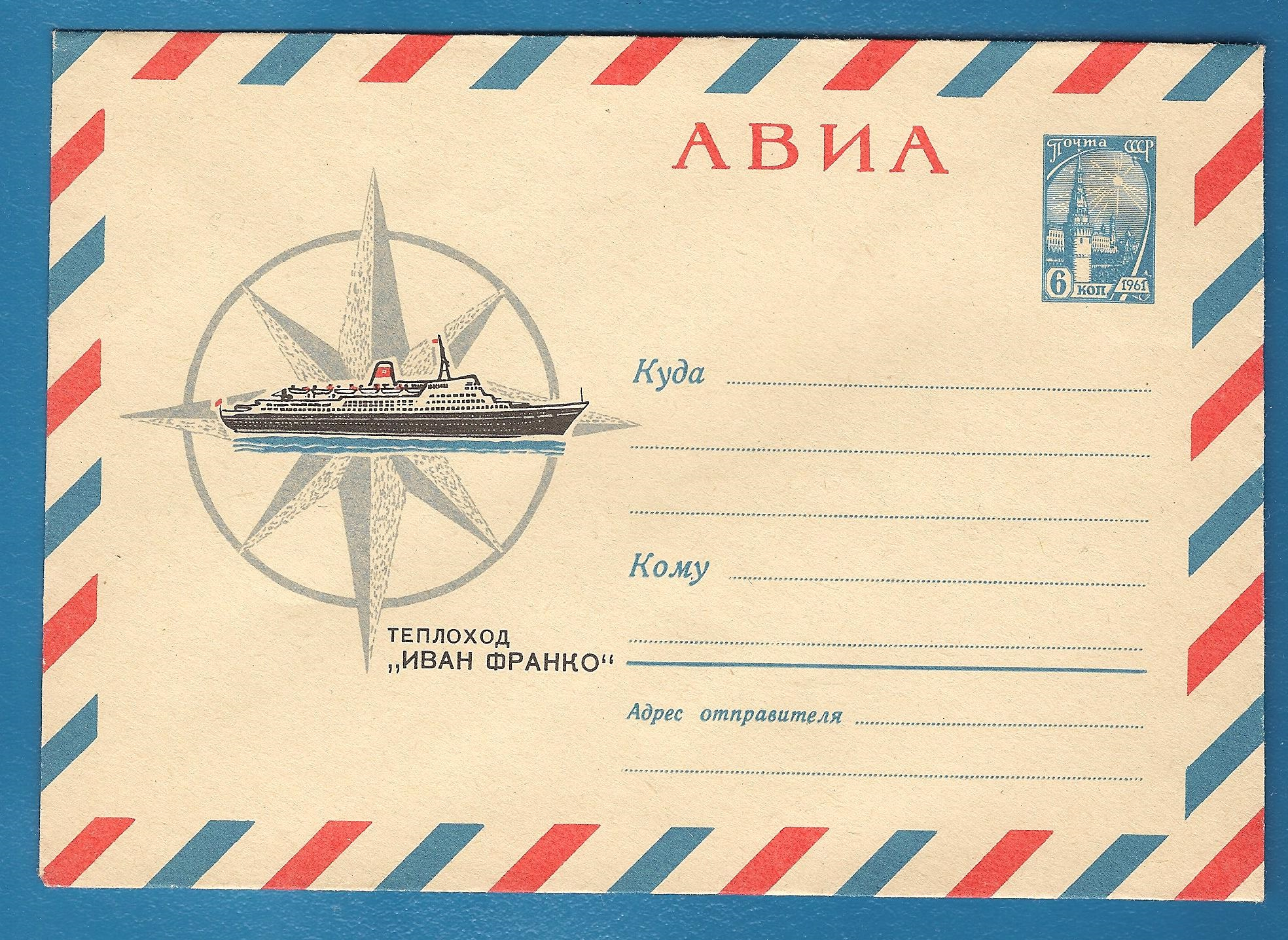
Маркированный конверт «Теплоход "Иван Франко"». 1966 г. Художник А. В. Борисов
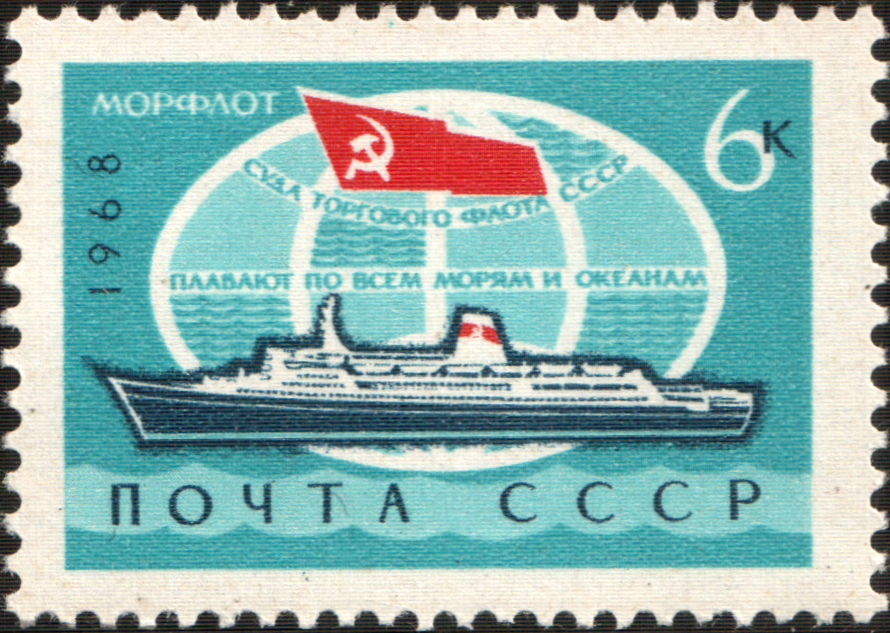
Почтовая марка СССР, 1968 год Пассажирский лайнер «Иван Франко»

## Галерея

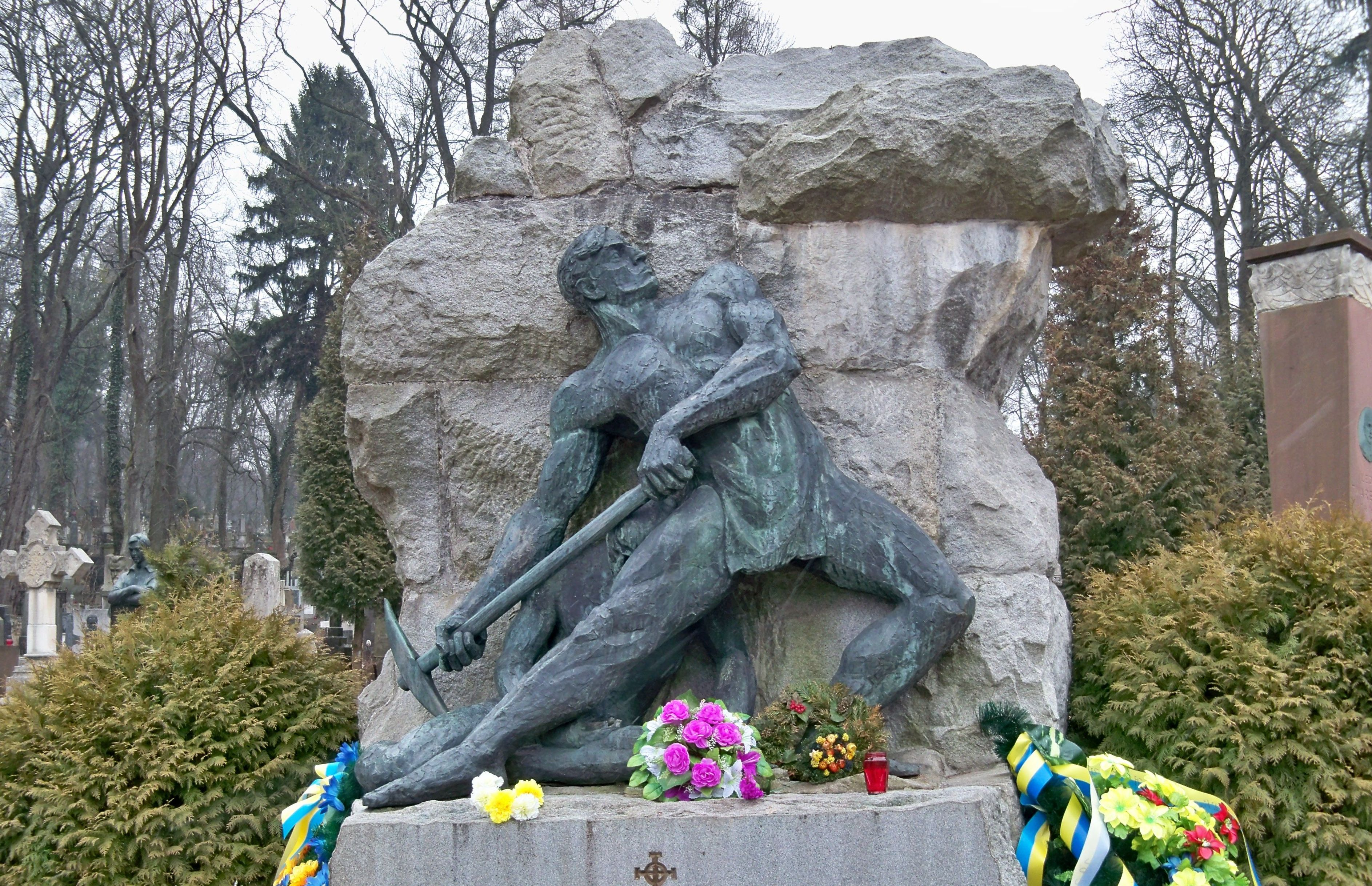
Могила И. Франко на Лычаковском кладбище во Львове
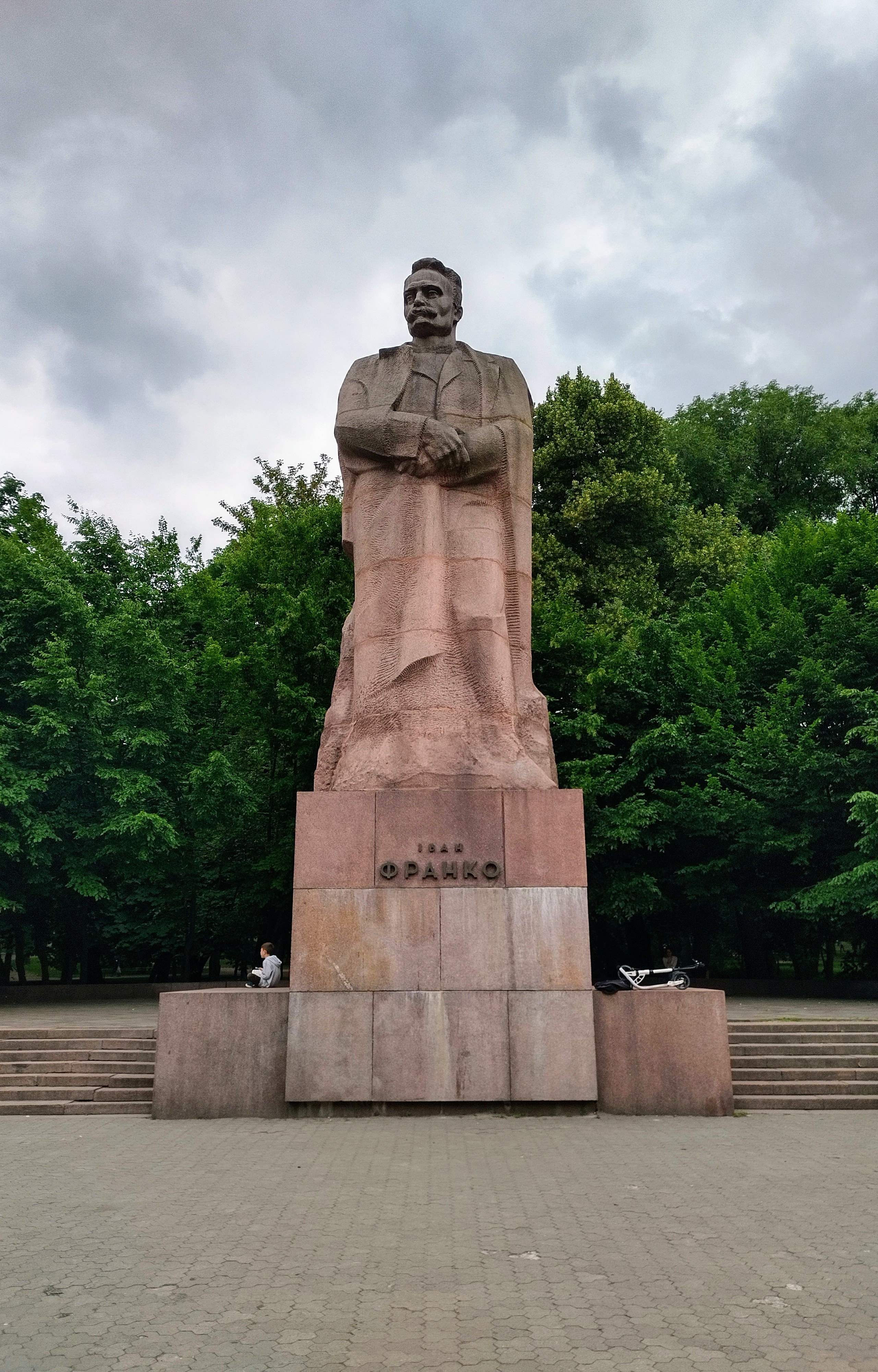
Памятник И. Франко во Львове (1964)